# 四季 (穆夏)
四季（The Seasons）或称四季系列（Four Seasons）是捷克视觉艺术家阿尔丰斯·穆夏创作的三套彩色石版印刷画系列的名称，这些系列分别于1896年、1897年和1900年完成。

## 背景
1895年，穆夏为莎拉·伯恩哈特主演的戏剧《吉斯蒙达》创作了海报。伯恩哈特对穆夏的作品极为赞赏，随即与他签订了一份为期六年的合约。穆夏在《吉斯蒙达》中所运用的风格，即“穆夏风格”，在巴黎引起了轰动，并逐渐演变为新艺术运动的代表。
继《吉斯蒙达》之后，穆夏的工作邀约纷至沓来。不久后，他受到富有的赞助人兼巴黎印刷厂F.尚珀努瓦的委托。在与尚珀努瓦合作期间，穆夏创作了一系列装饰面板，即纯为装饰而设计的带文字海报。这些装饰面板以大量印刷的形式出版，广受欢迎。

## 创作特色
穆夏的《四季》系列是其平面作品的典范，其特点是以强烈的中心构图为主，描绘了理想化且富有寓意的女性形象，她们以感性或挑逗的姿态呈现。穆夏的版画作品与日本木刻版画也有一定的相似之处。事实上，与许多19世纪和20世纪的欧洲艺术家一样，穆夏也受到了日本艺术的影响。
穆夏作品中的女性形象通常以飘逸的发丝和自然灵感的衣裙为特点，例如柳叶般的装饰，同时搭配华丽的珠宝点缀。穆夏在这些作品的背景中融入了花卉或抽象的图案，并通过自然的色彩与金色的运用，进一步凸显了作品的魅力。此外，功能性兼装饰性的饰带常常为穆夏的插图增添了饰带效果。随着时间的推移，其《四季》系列的版画已变得极为罕见。

## 1896年系列
《四季》系列于1896年出版，是穆夏与尚珀努瓦合作期间创作的首个系列作品。 该系列通过四位女性形象与花卉背景的结合，分别象征了一年中的四个季节：冬季、春季、夏季和秋季。  每幅面板的尺寸为103厘米 × 54厘米（41英寸 × 21英寸）。

四季的拟人化形象各具神韵：春之纯真、夏之冶艳、秋之丰饶、冬之凛冽
夏季女子发间点缀鲜红罂粟花，斜倚葡萄藤，赤足轻踏浅溪；秋季棕发缠绕菊花花环，正从藤蔓采摘葡萄；春季金发少女身着莹透白裙，手持里拉琴伫立树下；冬季形象则裹着淡绿斗篷，瑟缩于积雪灌木旁御寒。

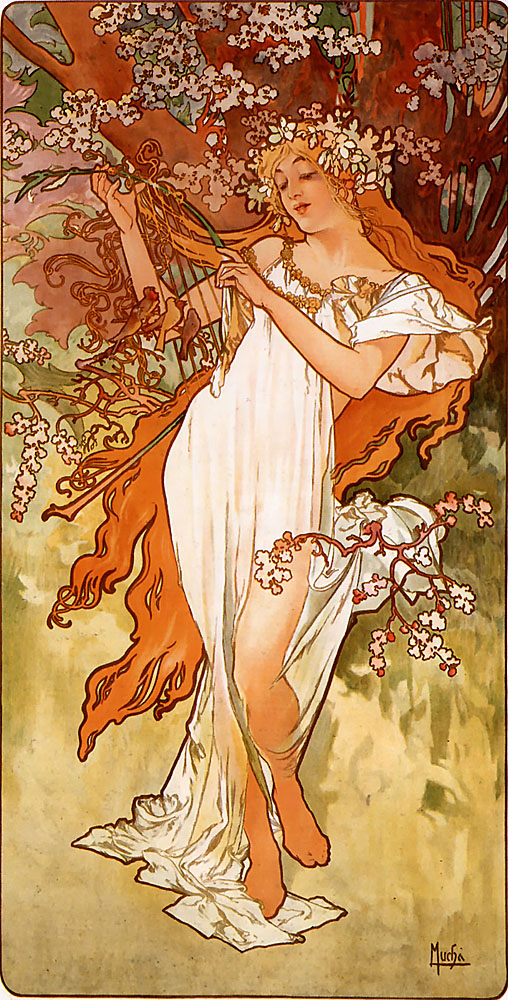
春 (1896)
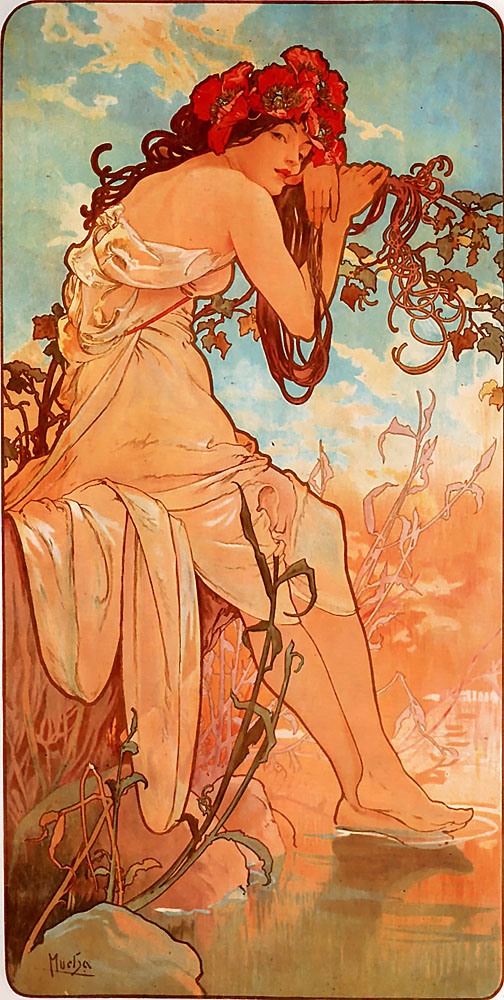
夏 (1896)
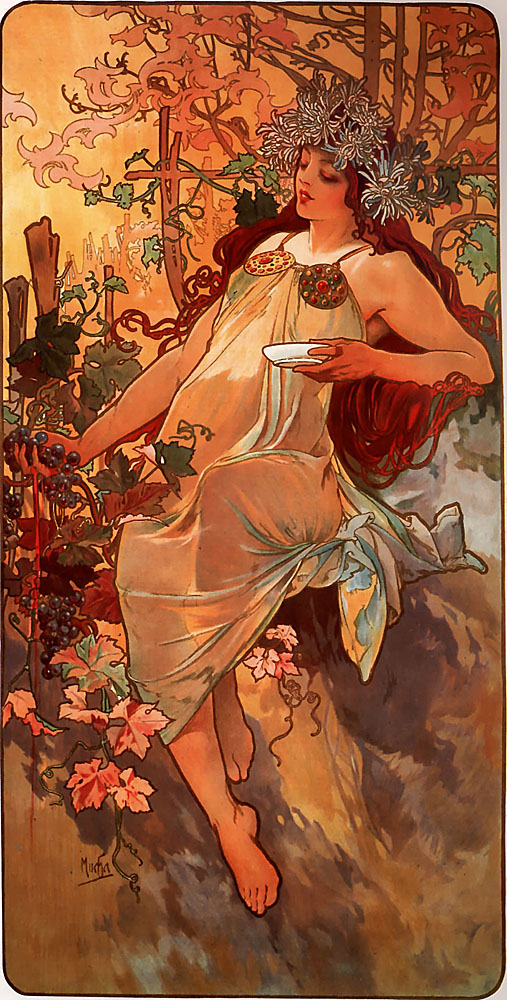
秋 (1896)
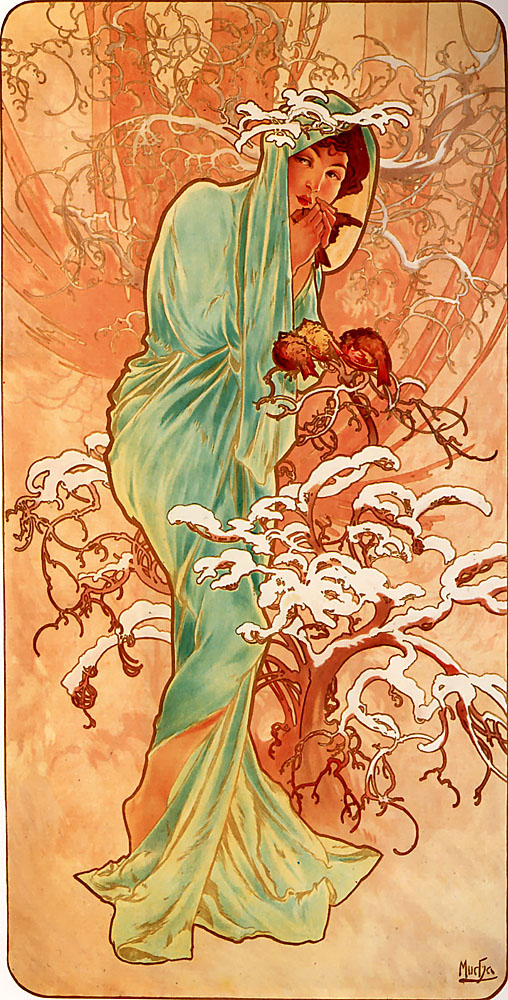
冬 (1896)

## 1897年与1900年系列
鉴于1896年系列所取得的成功，尚佩努瓦于1897年及1900年再次委托穆夏以季节为主题设计了两组作品经考证，另有两组设计作品保存至今。
1897年系列为纸本彩色石版画，单幅尺寸15乘43（5.9乘16.9英寸）， 现藏于芝加哥艺术学院。
1900年系列同样采用彩色石版工艺，单幅尺寸增至 54.29乘75.88（21.37乘29.87英寸），现存于维多利亚与阿尔伯特博物馆。

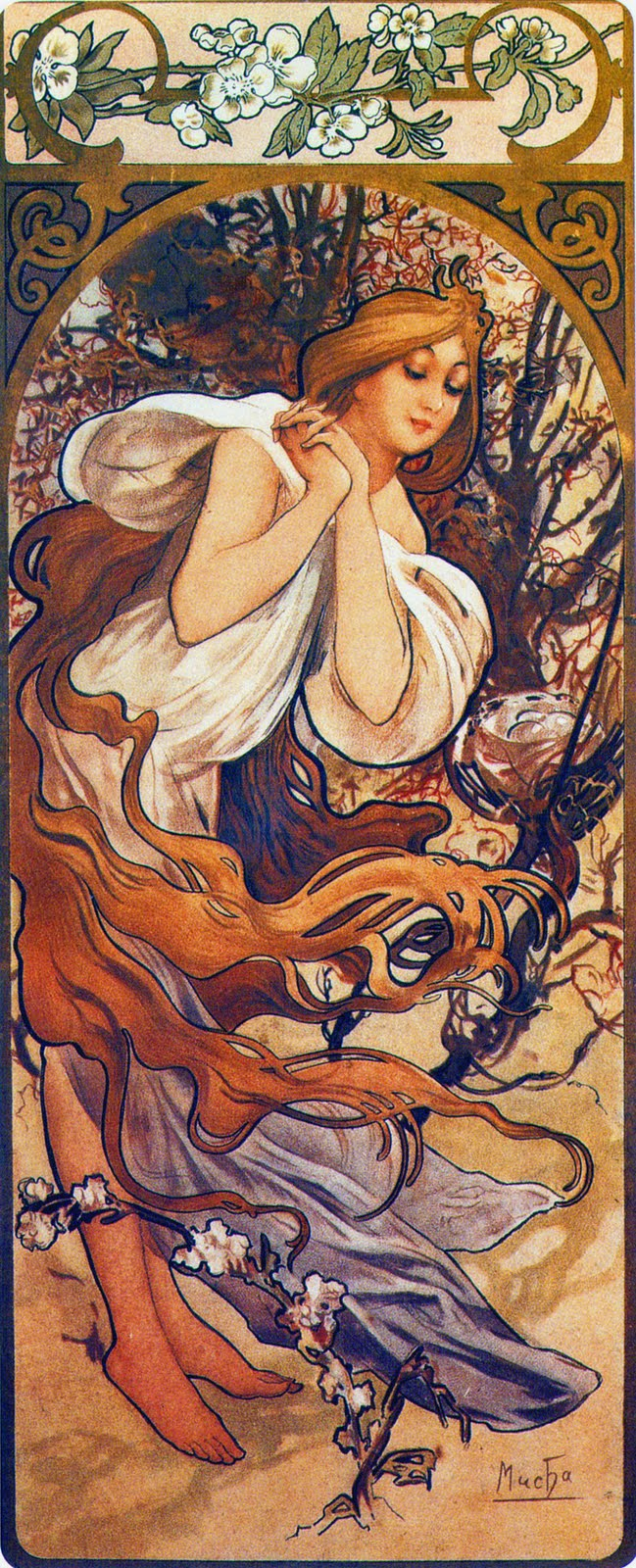
春 (1897)
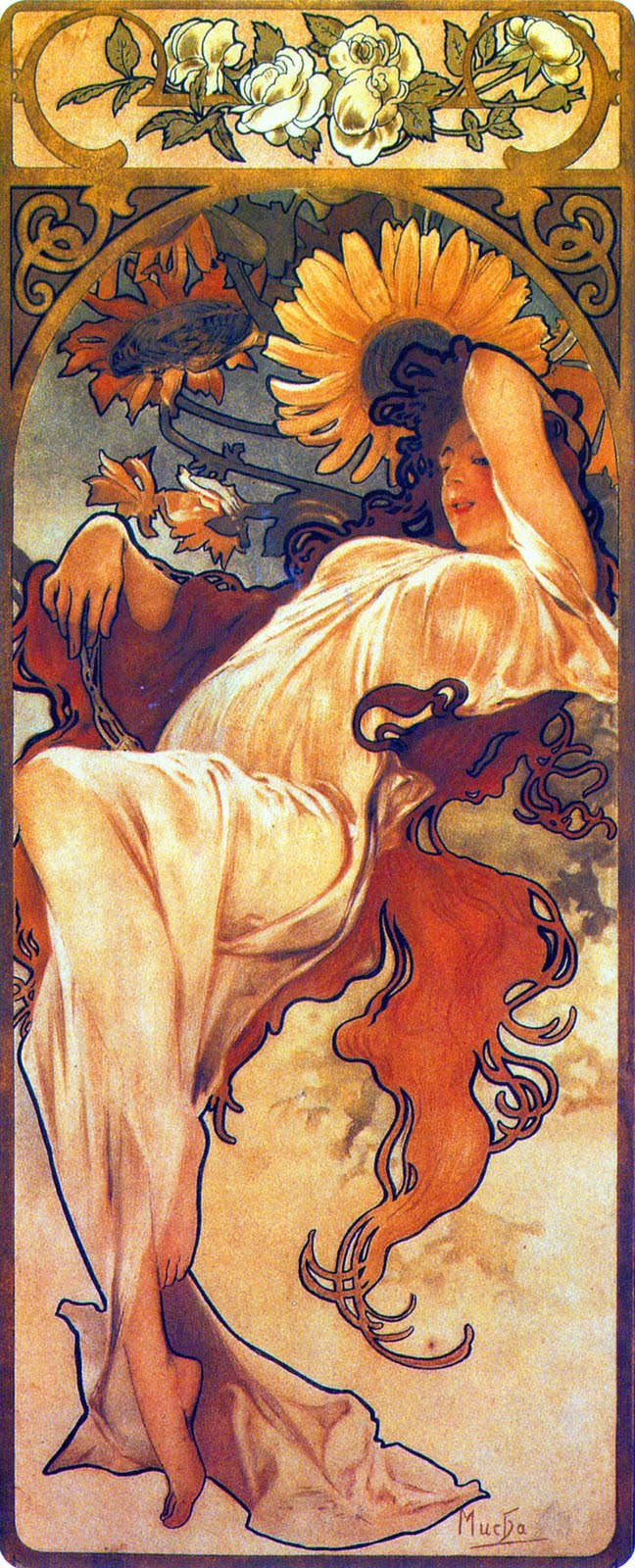
夏 (1897)
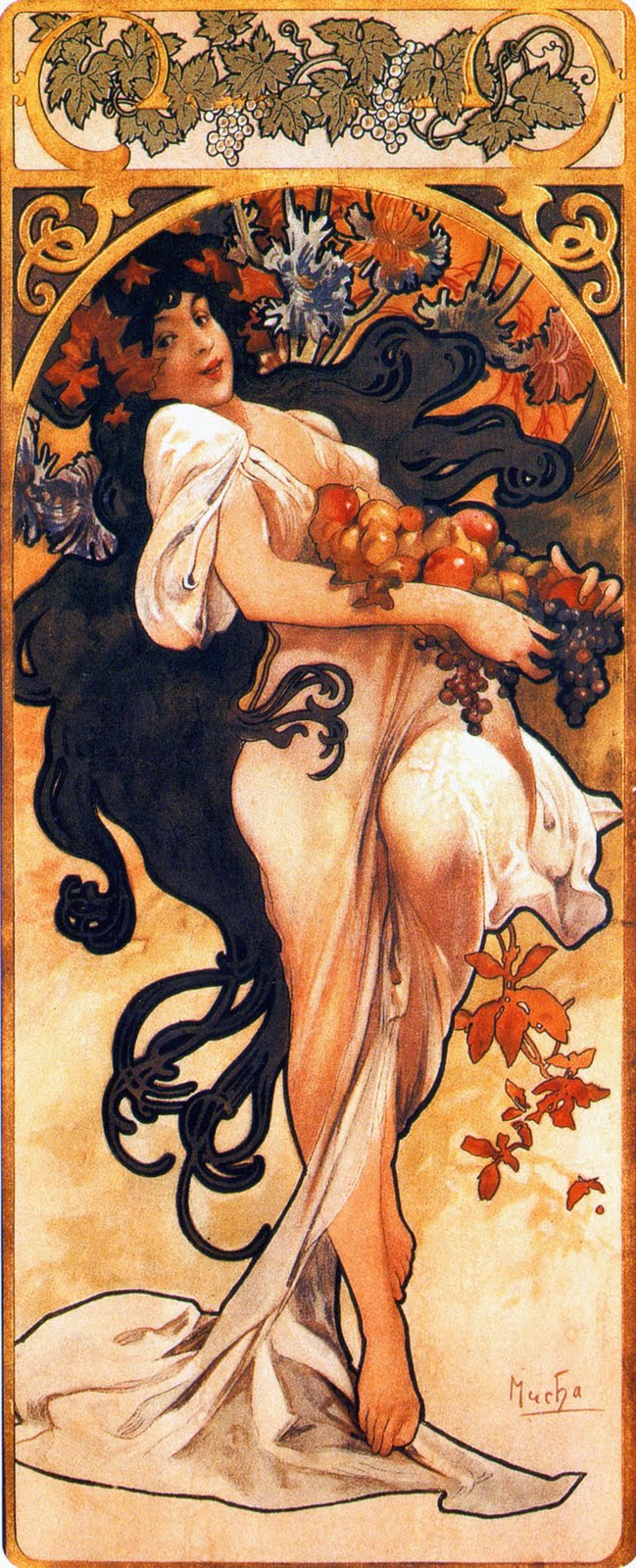
秋 (1897)
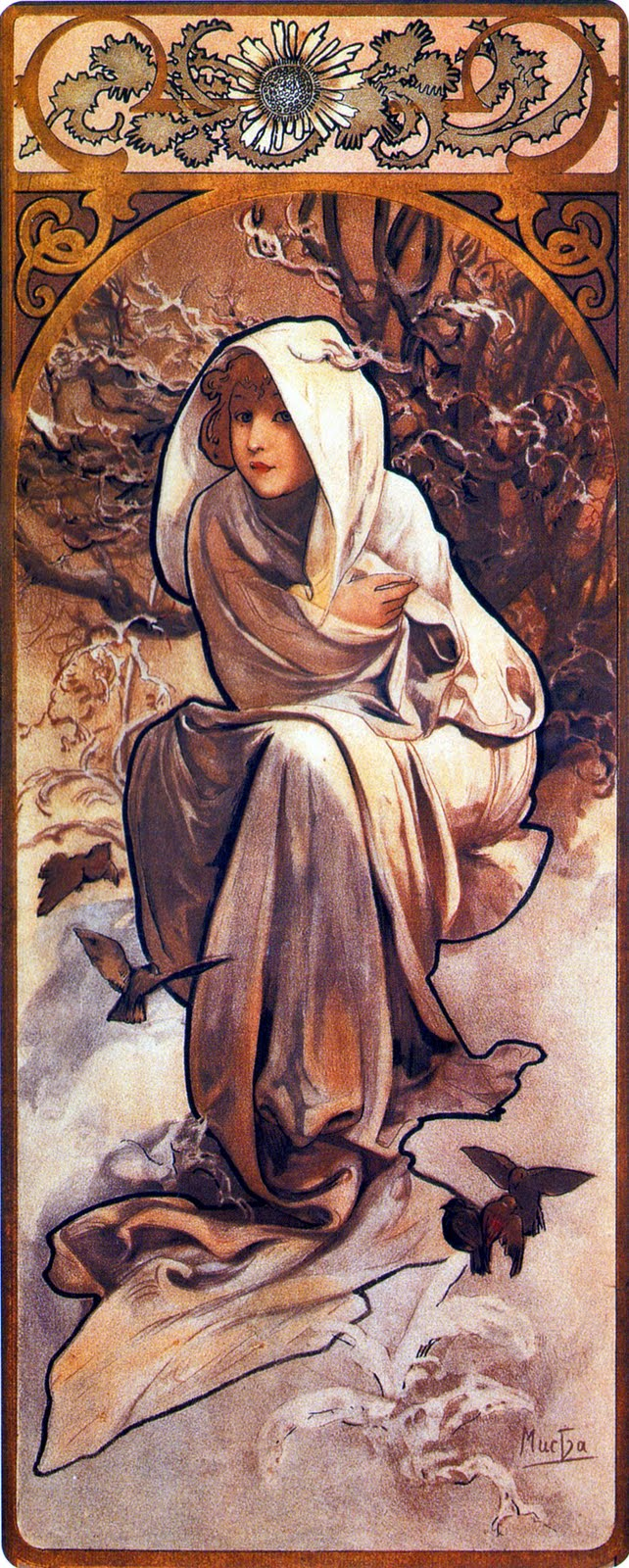
冬 (1897)

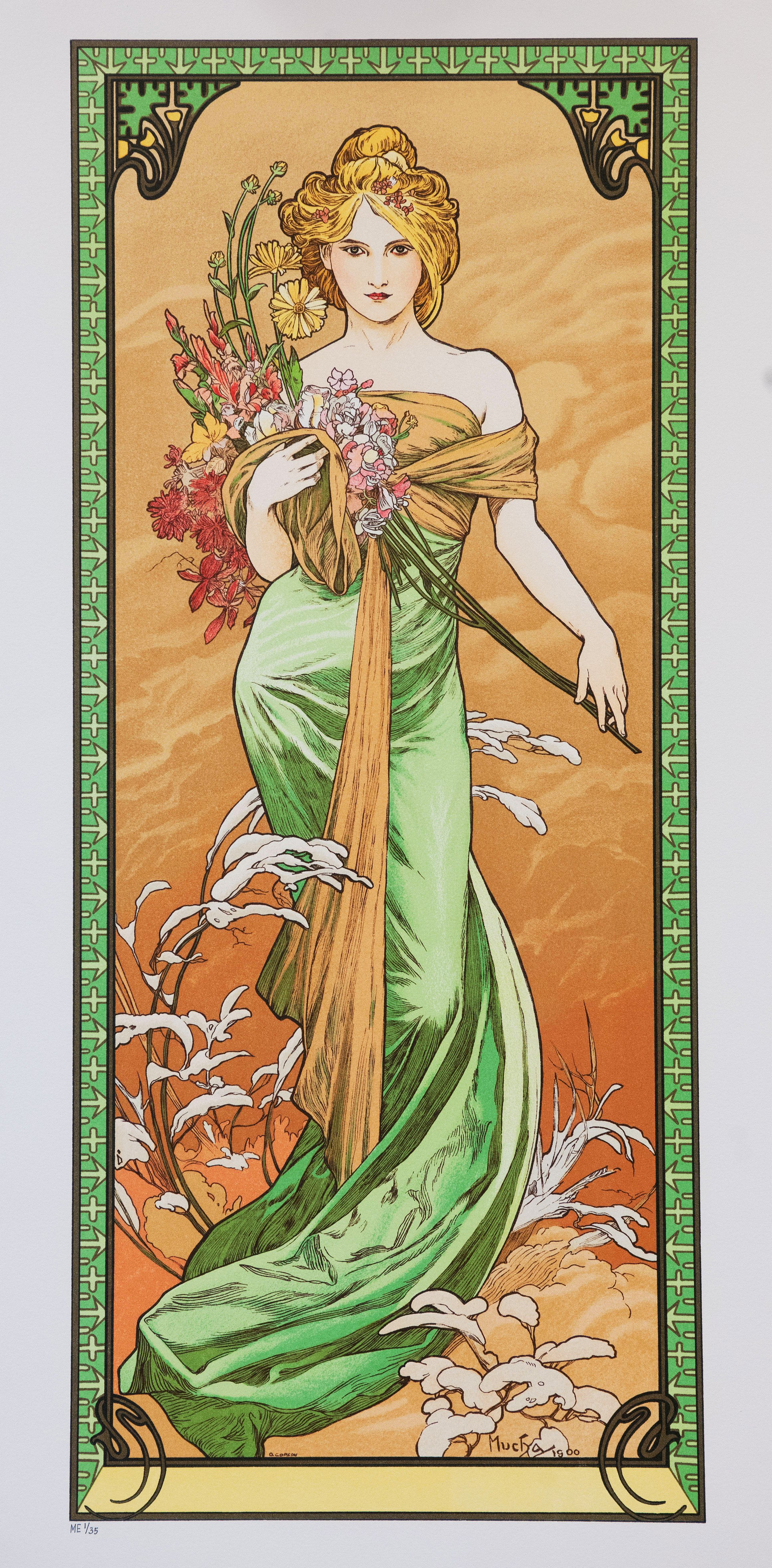
春 (1900)
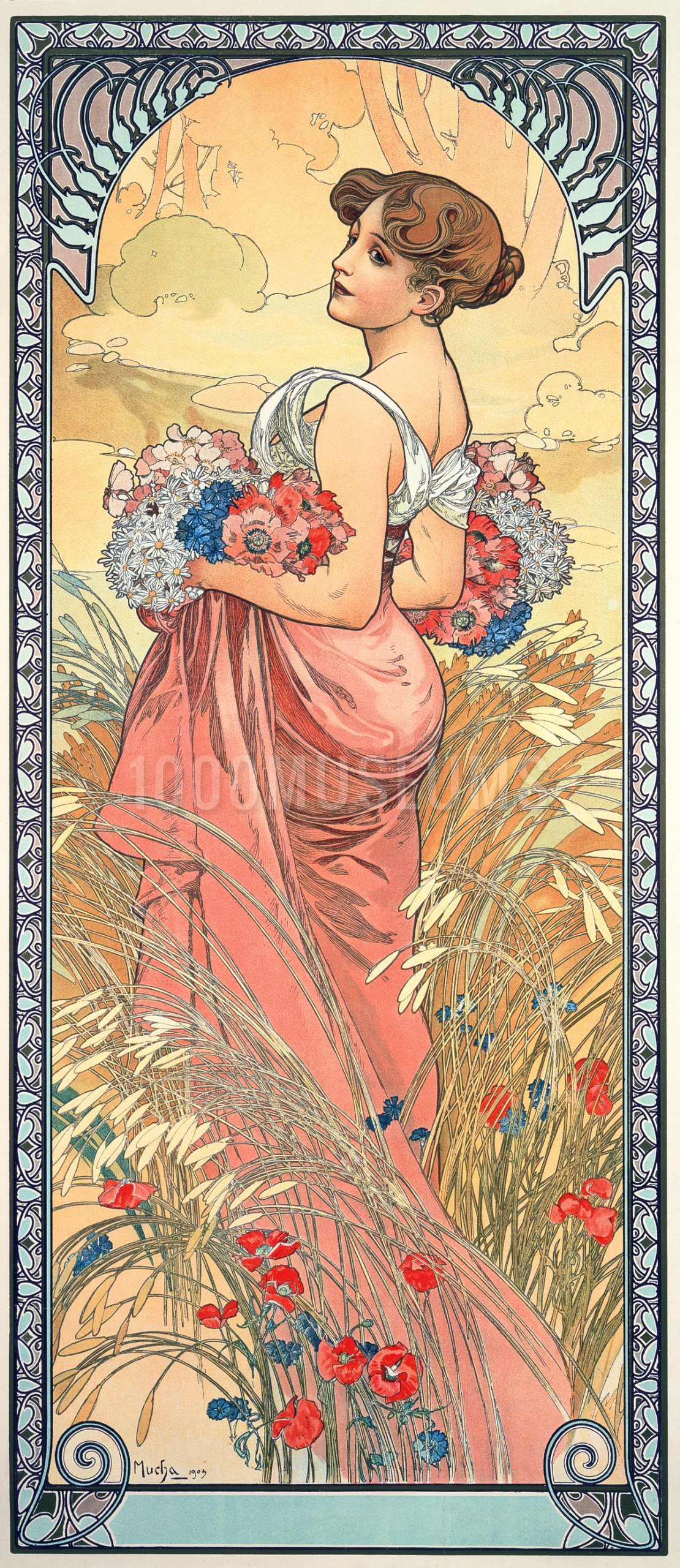
夏 (1900)
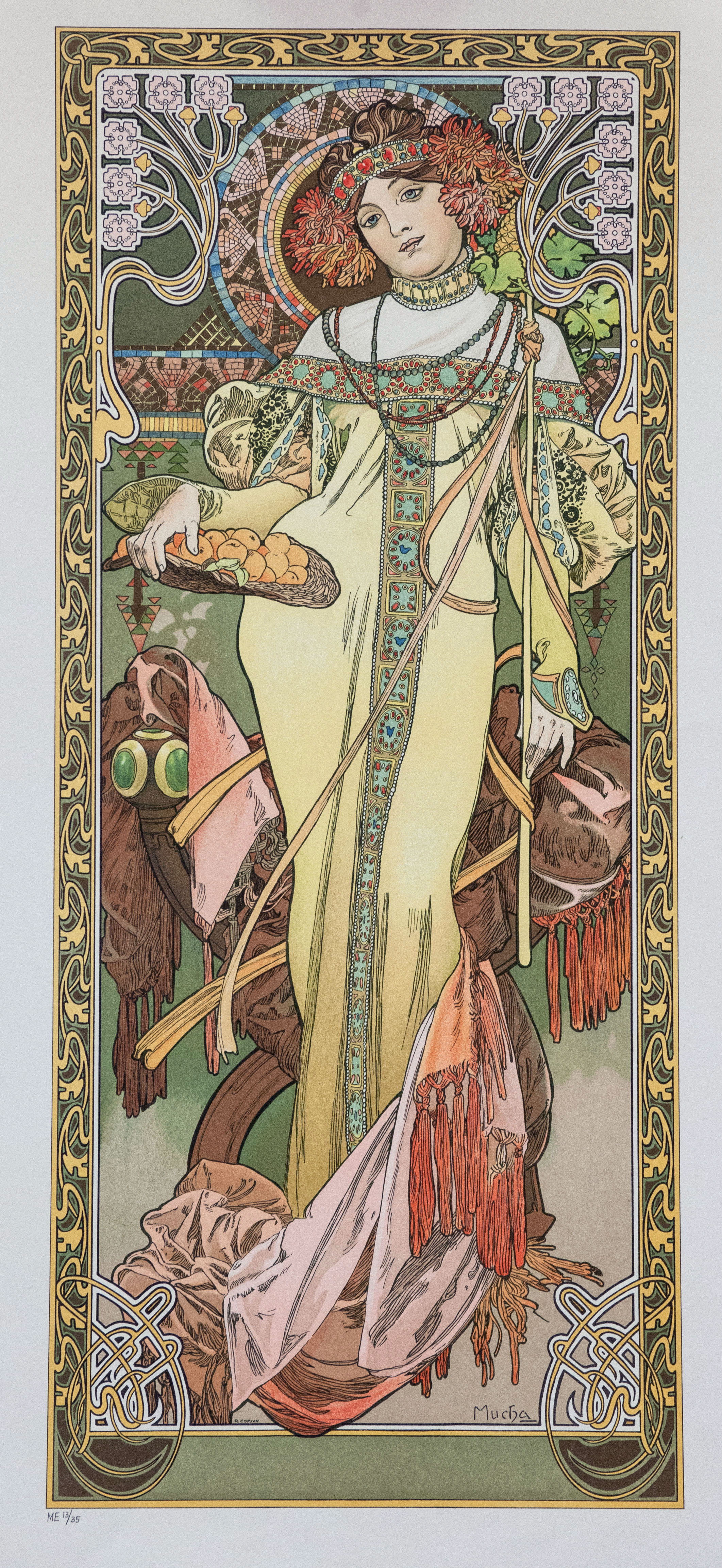
秋 (1900)
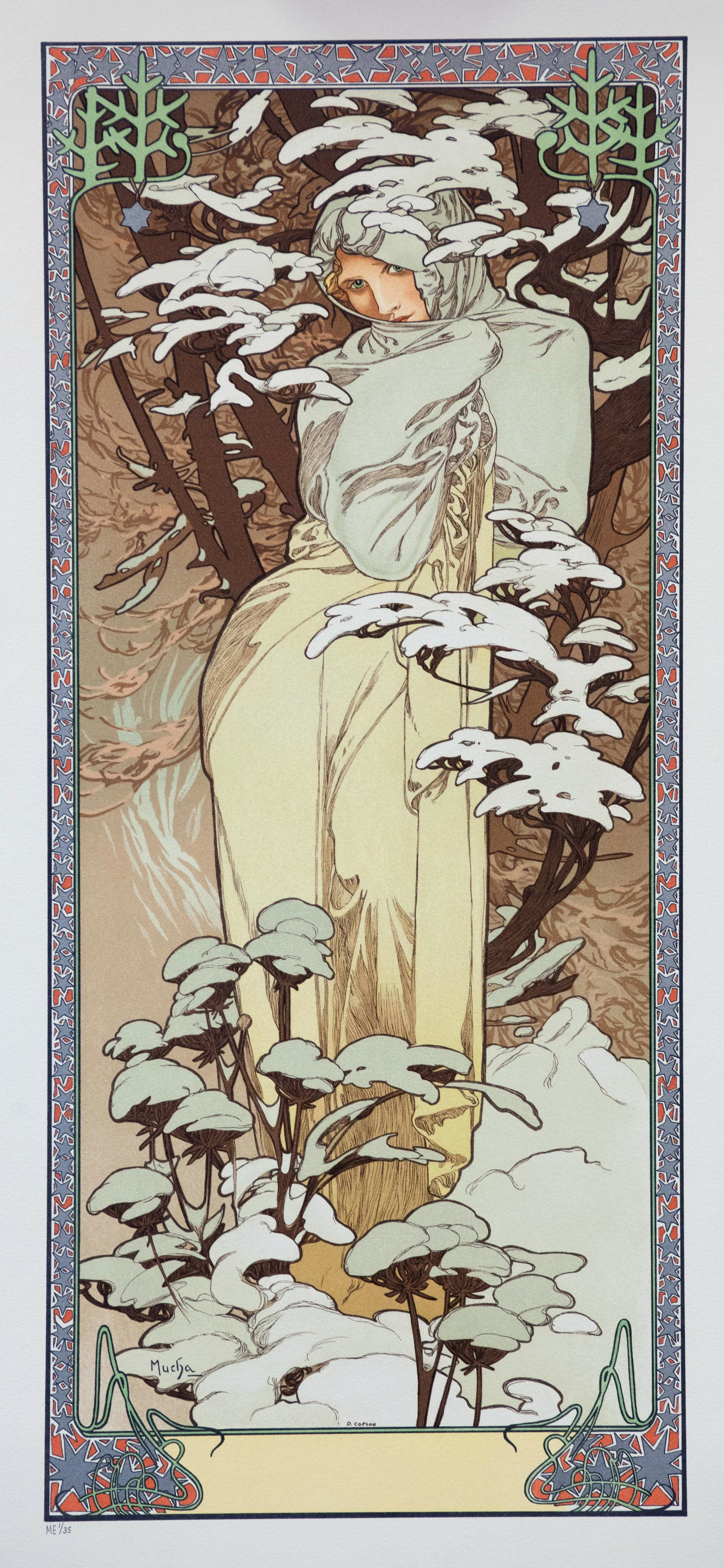
冬 (1900)

## 延伸阅读
- Mucha, Jiří. . Random House: 107, 121–122. 1989  [27 September 2022].
- Sato, Tomoko. . Skira. 2016. ISBN 9788857232430.
- Warren, Richard; Fögen, Thorsten (编). . De Gruyter. 24 May 2016: 244  [27 September 2022]. ISBN 9783110473490.